# Наш дом — Россия
«Наш дом — Росси́я» (НДР) — российская политическая партия под председательством премьер-министра России Виктора Черномырдина в поддержку политического курса Президента Российской Федерации Б. Н. Ельцина, существовавшая в 1995—2000 годах и вошедшая в состав «Единой России». До принятия в 2001 году Федерального закона № 95 «О политических партиях» юридически именовалось Всероссийским общественно-политическим движением «Наш дом — Россия».
Штаб-квартира располагалась в Москве, пр. Академика Сахарова, д. 12, ныне Аналитический центр при Правительстве Российской Федерации.
Выражала интересы сложившейся в 1990-е годы административно-хозяйственной номенклатуры и отчасти представляющая взгляды региональной элиты страны. Являясь, по сути, политическим оформлением авангарда представителей новейшего либерального реформаторства в посткоммунистическом обществе, на протяжении своего существования считалась партией номенклатурного центра. Среди основных приоритетов деятельности НДР — идеи центризма, эгалитаризма и умеренного традиционализма (возможность и необходимость сохранения и использования наилучших культурных и социальных традиций в истории России). Согласно Уставу организации, движение строило свою деятельность «на основе принципов ответственности и опыта». Владимир Рыжков, бывший член НДР, указывает на демократичность движения: «„Наш дом — Россия“ в Думе вместе с „Яблоком“ всегда голосовал <…> мы всегда голосовали <…> против коммунистов и Жириновского. И мы были демократическая фракция <…> Тогда мы строили демократию».

## История
Движение создавалось как всероссийская общественная организация, призванная обеспечить взаимосвязь общественных групп различного социального происхождения с институтами власти в области политических отношений с целью совместного участия в политической жизни общества. Другой причиной появления НДР политологи называют тенденциозное стремление Ельцина сформировать к очередным парламентским выборам двухпартийную систему власти, в которой в качестве одного из компонентов будет участвовать такого рода организация. Это подтверждается словами самого Президента: 25 апреля 1995 года на встрече с депутатской группой «Стабильность» он заявил о том, что в рамках подготовки к выборам отдал поручение Председателю Правительства Виктору Черномырдину и председателю Государственной Думы Ивану Рыбкину создать два политических блока, которые в будущем явились бы субъектами планируемой системы, — правоцентристский и, соответственно, левоцентристский. В тот же день о своём намерении создать и возглавить избирательный блок правоцентристов заявил Черномырдин. Позже Движение было официально зарегистрировано в качестве политического объединения государственными регистрационными органами.
12 мая 1995 года в Киноцентре на Красной Пресне состоялся учредительный съезд движения. Был заслушан доклад Черномырдина и прения по нему, принято постановление о создании движения и его устав, избран председатель, два его заместителя, совет движения и ревизионная комиссия, обнародована политическая декларация. Все мероприятие (вместе с перерывом на фуршет) продлилось три с половиной часа.

В мае-июне 1995 года в качестве коллективных членов в НДР вошли Партия российского единства и согласия (ПРЕС), Союз землевладельцев России, думские депутатские группы «Стабильность» и «Россия», партия «Левша», Союз социально-прогрессивных сил «Радуга», а также множество общественных и корпоративных организаций. Однако в конце августа ПРЕС, «Стабильность» и «Россия» покинули НДР в знак протеста против игнорирования их интересов при формировании общефедерального выборного списка движения.
В августе-сентябре 1995 года на прошедшем в 2 этапа втором съезде НДР были приняты предвыборная платформа движения (12 августа) и программа (2 сентября), а также сформирован (2-3 сентября) общефедеральный список на выборах в Государственную думу 2-го созыва. Первую тройку списка составили В. С. Черномырдин, кинорежиссёр Н. С. Михалков, генерал-лейтенант Л. Я. Рохлин.
17 декабря 1995 года на выборах в Государственную думу 2 созыва получила 10,13 % голосов избирателей, проведя по партийным спискам 45 депутатов и 10 по одномандатным округам сформировав одноименную фракцию НДР. В состав фракции вошли учёные Жорес Алфёров и Григорий Галазий, театральный режиссёр Галина Волчек, жена первого мэра Санкт-Петербурга Людмила Нарусова, Николай Травкин и другие.

19 апреля 1997 года в Москве состоялся IV съезд НДР. Были внесены изменения в Программу и Устав, избран новый состав руководящих органов: заместителями Председателя Движения стали В. С. Бабичев, С. Г. Беляев, К. А. Титов и А. Н. Шохин; вместо Совета был избран Политический Совет Движения из 178 человек (в том числе 24 депутата Думы), в Президиум Политсовета (20 человек) вошли 5 депутатов, в исполком (12 человек) — 3 депутата. Объявлено, что основной акцент в деятельности Движения будет сделан на развитии практических аспектов его деятельности: Политсовету совместно с региональными отделениями поручено разработать меры по оказанию материальной и информационной помощи региональным печатным изданиям, придерживающихся сходных с НДР политических позиций. Для достижения продуктивности в области работы с широкой общественностью было решено использовать ряд политико-пропагандистских компаний, где следовало, в частности, «масштабно вводить ощущение перспективы, связанное с позитивными образами будущего страны, дать гарантии исполнения социальных обязательств государства перед её гражданами и предложить молодому поколению широкий спектр продуктивных сценариев для его самореализации с использованием муниципальных гарантий в современных условиях».
В 1998 году при поддержке движения НДР была снята кинокомедия «Райское яблочко».
24 апреля 1999 года в Москве состоялся VI съезд НДР. Была изменена символика движения и заявлено о его консервативном характере. Лидером движения переизбран Виктор Черномырдин. Первыми заместителями председателя НДР стали В. Рыжков и саратовский губернатор Дмитрий Аяцков.

Накануне думских выборов 1999 года Черномырдин и Рыжков вели переговоры с движениями «Правое дело» и «Новая сила» Сергея Кириенко, а также с блоком «Голос России» Константина Титова о создании «широкой коалиции правых сил», но приняли решение идти на выборы самостоятельно. В первую четвёрку списка, кроме Черномырдина, Рыжкова и Аяцкова, вошёл лидер движения «Вперёд, Россия!» Борис Фёдоров, объявивший о своём выходе из коалиции «Правое дело», лидерами которой, помимо него, являлись Борис Немцов и Ирина Хакамада. 29 сентября 1999 года стало известно, что руководство НДР приняло окончательное решение слиться с Межрегиональным движением «Единство». Предполагалось, что после объединительного съезда новый блок, скорее всего, будет называться «НДР — Единство».
19 декабря 1999 года на выборах в Госдуму 3 созыва получила 1,19 % голосов, не пройдя в парламент, а «Союз правых сил», объединивший движения, с которыми вела переговоры НДР, набрал 8,52 % голосов.
12 января 2000 года Виктор Черномырдин заявил, что Движения НДР и «Единство» в перспективе перерастут в единое партийное объединение. В тот же день член НДР, губернатор Новгородской области Михаил Прусак также заявил, что уже сейчас «фактически решено, что депутаты Госдумы, прошедшие в нижнюю палату парламента по одномандатным округам от движения „Наш дом — Россия“, присоединятся в Госдуме к фракции „Единство“».
5 апреля 2000 года заместитель председателя исполкома движения Владимир Зорин, ссылаясь на результаты прошедших 26 марта региональных выборов губернаторов и в местные представительные органы власти, сообщил, что руководство НДР удовлетворено их итогами, поскольку поддержанные движением главы субъектов Федерации (в Саратовской области, Югре, Ямало-Ненецком АО и Еврейской автономной области) сохранили свои позиции. Из этого, по словам Зорина, следует, что НДР «сохранило своё политическое лицо и дееспособность» и после поражения на парламентских выборах 1999 года «восстанавливается главным образом через свои региональные организации». Говоря о перспективах будущего возможного объединения правоцентристских сил на общей либеральной платформе, один из лидеров НДР отметил, что движение «готово к сотрудничеству со всеми политическими партиями подобной направленности на основе взаимного уважения и без претензии на лидерство».
26 мая 2000 года VIII съезд движения принял решение о прекращении существования НДР и вхождении в состав «Единства». Виктор Черномырдин так объяснил этот шаг: «Я осознанно принял решение. Народ не простит, если мы упустим шанс создать партию, на которую будет опираться власть». По его мнению, в будущем в стране появится двухпартийная система. Которая будет по-настоящему народной и «займется воспитанием новой политической элиты». Тем не менее, было решено не ликвидировать партию юридически, так как примерно пятая часть членов движения отказалась подавать заявления о вступлении в новую партию. По словам Владимира Рыжкова, движению требовалось время, чтобы свернуть работу на местах.
В результате из 9 избранных по одномандатным округам депутатов от НДР все, включая Черномырдина и Рыжкова, персонально вступили во фракцию «Единство». Вскоре Рыжков был исключён за нарушение фракционной дисциплины, а Черномырдин сложил депутатский мандат после назначение в 2001 году Чрезвычайным и Полномочным послом Российской Федерации на Украине. После этого оставались в основном региональные организации НДР, которые по данным БРЭ, фактически бездействовали вплоть до официальной отмены регистрации движения.
26 мая 2006 года официально отменена регистрация движения. 23 октября 2006 года НДР ликвидировано по решению суда.

## Партийная структура
Всероссийское общественно-политическое движение «Наш дом — Россия» организовывало свою работу на основе Программы и Устава. Движение, все её организации и органы действовали в рамках Конституции Российской Федерации, Федерального Закона «Об общественных объединениях» и других законов Российской Федерации. «Наш дом — Россия» являлось юридическим лицом с момента государственной регистрации 22 мая 1995 года в Министерстве юстиции (регистрационный номер 2729) и осуществляло свою деятельность в соответствии с уставными целями на всей территории Российской Федерации.
Движение создавало свои региональные, местные и первичные общественно-политические ячейки также на всей территории Российской Федерации. Местом нахождения постоянно действующих руководящих структур ВОПД НДР являлся г. Москва.

## Финансирование
По данным Ревизионной комиссии «Наш дом — Россия», в 1998 году доходы НДР составили 8,3 млн руб. и целиком состояли из спонсорских пожертвований коммерческих и некоммерческих организаций.